# یوکرلند
یوکرلند (به آلمانی: Uckerland) یک شهر در آلمان است که در براندنبورگ واقع شده‌است.

## خصوصیات
یوکرلند ۱۶۶٫۱۹ کیلومترمربع مساحت دارد ۸۲ متر بالاتر از سطح دریا واقع شده‌است.